# 埃普索姆
埃普索姆（英語：Epsom）是英國薩里郡埃普瑟姆和尤厄爾內的一個郵鎮，不過其還有一部份地區屬於賴蓋特和班斯特德以及莫爾河谷，位於查令十字南西南13.6英里（21.9），英國國家統計署將其列在大倫敦都會區中。位於埃普索姆丘陵和森內特沙層上。當地有著名的葉森馬場，水合硫酸鎂盐（Epsom Salts）就得名于此镇。

## 教育

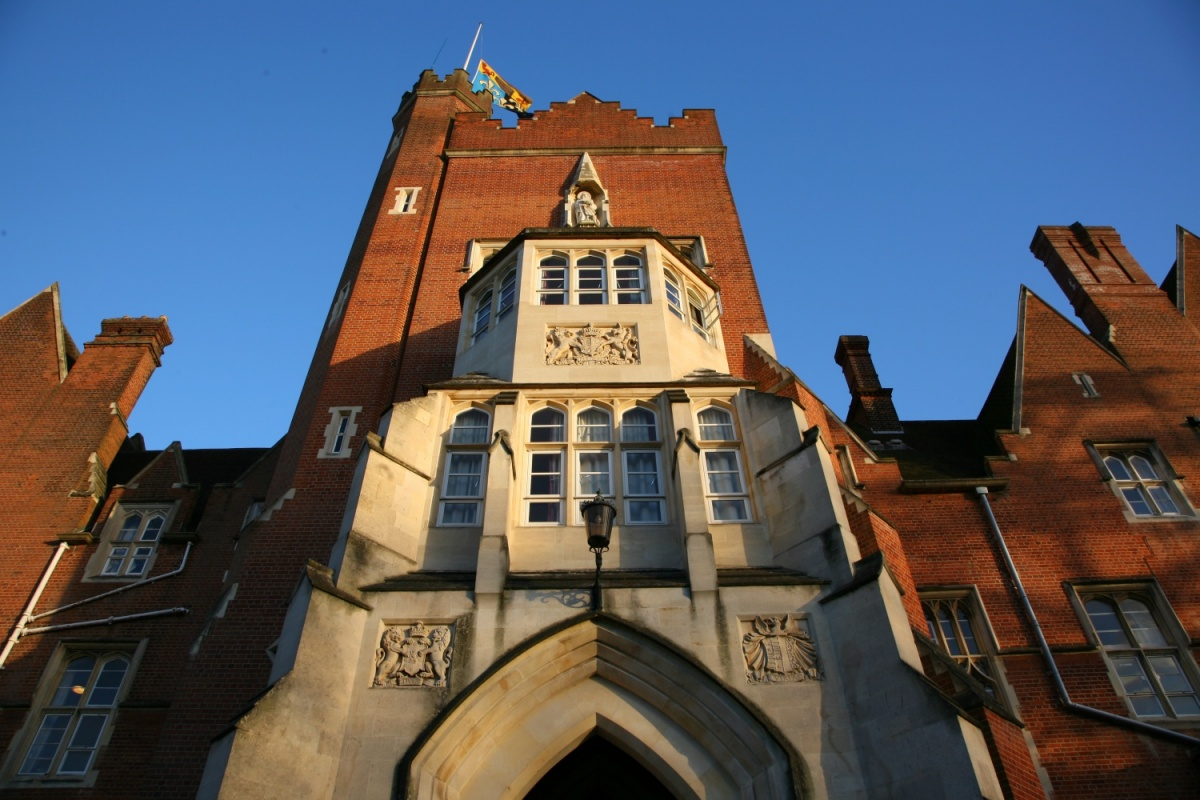
埃普索姆學院

當地的公立學校由布倫海姆高等學校、埃普瑟姆和尤厄爾高等學校、格林技術學校、東北薩里郡技術學院、羅斯伯里女子學院。此外還有數家初等學校，創作藝術大學在此有校區。
獨立學校則有埃普索姆學院、Kingswood House School、圣克里斯托佛學院和尤厄爾城堡學校。

## 友好城市
- 法國 尚蒂伊

## 外部連結
- Epsom - 1911 Encyclopædia Britannica article
- Town of Epsom （页面存档备份，存于）
- Epsom & Ewell Borough Council（页面存档备份，存于）
- Exploring St.Ebbas Hospital（页面存档备份，存于）
- Exploring West Park Asylum（页面存档备份，存于）
- Detailed History of the Spa, Salts and Springs of Epsom and Ewell